# Megatharsis buckleyi
Megatharsis buckleyi är en skalbaggsart som beskrevs av Waterhouse 1891. Megatharsis buckleyi ingår i släktet Megatharsis och familjen bladhorningar. Inga underarter finns listade i Catalogue of Life.